# クラレンドン教区
クラレンドン教区（クラレンドンきょうく、英語: Clarendon Parish）は、ミドルセックス郡にあり、ジャマイカの南に位置する教区。州都はメイ・ペン。島の東端と西端のちょうど真ん中に位置する。西にはマンチェスター教区、東にセント・キャサリン教区、北にはセント・アン教区が接している。

## 小史
クラレンドン教区は、大法官のクラレンドン伯爵エドワード・ハイドを称えて命名された。この教区は、セント・ドロシーズ、ヴェレ、そして昔の教区、カレンドンの3つの教区の組み合わせで形成された。合併する前州都はチャペルトンだった。現在の州都、メイ・ペンは、1660年から1683年の間に、英国によって、リオ・ミーニョ川の交差する地点に、大農園の拠点として創設された。メイ・ペンは、今ではキングストンに近い町ではもっとも成長していると言われている。メイ・ペンは、キングストンとマンチェスター教区を結ぶ道路の中間点であり、農業地帯の中央に位置し、行政上の拠点として重要である。

## 地理と人口
クラレンドン教区は、リオ・ミーニョ川を含むいくつかの川が流れ、主に広野が広がっている。教区の北端にあるモチョ山とブル・ヘッド山脈は、ジャマイカ島の中央に位置する。ヴェレ平野も重要な地理的特徴である。
ジャマイカの最南端にあるポートランド・ポイントは、クラレンドン教区にある半島にある。同じ半島には、ジャクソン・ベイ海岸や、洪水の被害に遭いやすい村のポートランド・コテージ、そして半島の西側は住宅が占め東側はアルミの輸出に使われる港があるロッキー・ポイントがある。
245,103人の人口は、比較的人口の多い教区のひとつ。メイ・ペンの人口は61,548人である。

## 産業
ジャマイカの主要な産出鉱物のボーキサイトは、クラレンドン教区で多く見ることができる。また、島のタバコの大部分が栽培されている。他には綿、オールスパイス、ショウガ、家畜、インディゴ、バナナ、コーヒー、ココアなどの品目がある。また、メイ・ペンには柑橘類の包装センターがある。銅の採掘、酪農、漁業は断続的に行われ、サトウキビ生産は毎年の輸出量に多く貢献している。

## 隣接行政区画
- マンチェスター教区
- セント・アン教区
- セント・キャサリン教区